# Microcupper
Microcupper, auch Microtonner genannt, sind kleine Regattayachten mit einer Kajüte und drei Kojen. 
Das Schiff ist 5,5 m lang und 2,45 m breit. 
Durch die guten Trailermöglichkeiten und den variablen Tiefgang werden die Schiffe hauptsächlich auf größeren Binnenseen und geschützten Meeresarmen gesegelt. 
Der Micro ist eine Konstruktionsklasse. 
Das bedeutet, dass viele Hersteller verschiedene Konstruktionen bauen können, die aber alle in bestimmte Vermessungsvorgaben passen müssen.
Der Micro ist eine von der ISAF anerkannte Regattaklasse.
Innerhalb der Klasse werden die Schiffe in Kategorien eingeteilt, für die es neben der Gesamtwertung noch mal eine Unterwertung bei Regatten gibt:
„Prototypen“ erlauben dem Konstrukteur alle Freiheiten bei der Materialwahl. 
In der „Racer“-Kategorie gelten höhere Anforderungen an die Mindestgewichte, Ausrüstung und Sicherheit. 
„Cruiser“ sind nach den Ausrüstungsbestimmungen als Tourenboote tauglich. 
Sie müssen die höchsten Anforderungen an die Sicherheit und Mindestgewichte erfüllen. 

## Geschichte
Die Microklasse entstand 1976 in Frankreich. 
Die Yachtzeitschrift Bateaux schrieb einen Wettbewerb für eine Einstiegsklasse für das Seeregattasegeln unterhalb der teuren IOR-Formel aus. 
Mit Sponsorengeldern aus der Wirtschaft und Unterstützung von Frankreichs großen Sportbootwerften gelang es, die Klasse ins Leben zu rufen. 
Die Klasse wuchs Ende der 1970er und Anfang der 1980er Jahre extrem schnell. 
Einige heutige Profisegler und Yachtkonstrukteure lernten ihr Handwerk im Micro. Dazu gehören Segler wie Christophe Auguin, Evgeniy Neugodnikov und Christian Binder und Konstrukteure wie Rob Humphreys, Pascalle Conq (Finot-Conq) und Jacques Fauroux.
1981 wurde auch in Deutschland eine Klassenvereinigung ins Leben gerufen. 
Revierschwerpunkte liegen bis heute im Sauerland, im Saarland und im Rheinland. 
Seit 1985 werden in Polen Micros gebaut. 
Von dort gingen die Pläne auch an die UdSSR, wo ebenfalls Micros entwickelt wurden. 
Aus diesem Grunde ist die Klasse gerade in den Ländern des ehemaligen Ostblocks heute sehr beliebt. 

## Verbreitung
Microcupper werden in 25 Ländern auf sechs Kontinenten gesegelt. 
Es gibt mehr als 9.000 Boote. In Deutschland wurden über 500 Mikros verkauft (Stand 2007). 

## Serienboote der Microklasse
Zu den Micros gehören u. a. folgende Serienboote:
First 18, Micro Challenger, Kelt 550, Jouet 550, Jeanneau Microsail, Sailart 18, Neptune 550, Micro Weyer, Micropolka, Go 550, Speculation, Windjammer, Ultra 550, Microtross, Diletant, Corsaire, Lucas, Bobsail / Dotan, GEM, Ricochet, Micro 18, Shanta, Hot Boat, l’Arte, Avar 18, Edel 2/5, Jumper 550, Peter Prokes Design 